# Ceyloni denevérpapagáj
A ceyloni denevérpapagáj (Loriculus beryllinus), korábban virágpapagáj, a madarak osztályának papagájalakúak (Psittaciformes) rendjébe és a szakállaspapagáj-félék (Psittaculidae) családjába tartozó faj.

## Rendszerezése
A fajt Johann Reinhold Forster német természettudós írta le 1781-ben.

## Előfordulása
Srí Lanka déli részén honos. Természetes élőhelyei a szubtrópusi és trópusi cserjések, valamint legelők, másodlagos erdők és vidéki kertek. Állandó, nem vonuló faj.

## Megjelenése
Testhossza 14 centiméter. Fejteteje narancssárga, hasa fűzöld.

## Életmódja
Tápláléka nektárból és pollenből áll. Éjszaka denevér módjára fejjel lefelé alszik, valószínűleg így könnyebben elkerüli a ragadozókat.

## Szaporodása
Faodvakban fészkel. Fészekalja 2-3 fehér színű tojásból áll.

## Természetvédelmi helyzete
Az elterjedési területe korlátozott, egyedszáma viszont stabil. A Természetvédelmi Világszövetség Vörös listáján nem fenyegetett fajként szerepel.